# Marielle Bousquet
Marielle Bousquet (ur. 5 kwietnia 1985 w Béziers) – francuska siatkarka, grająca jako libero. Obecnie występuje w drużynie Saint-Cloud Paryż.

## Kluby
| Klub                        | Kraj | Od        | Do        |
| Gazélec Béziers Volley-Ball |      | 2001–2002 | 2005–2006 |
| Saint-Cloud Paryż           |      | 2007–2008 | ....      |